# Merveilleux (ciastko)

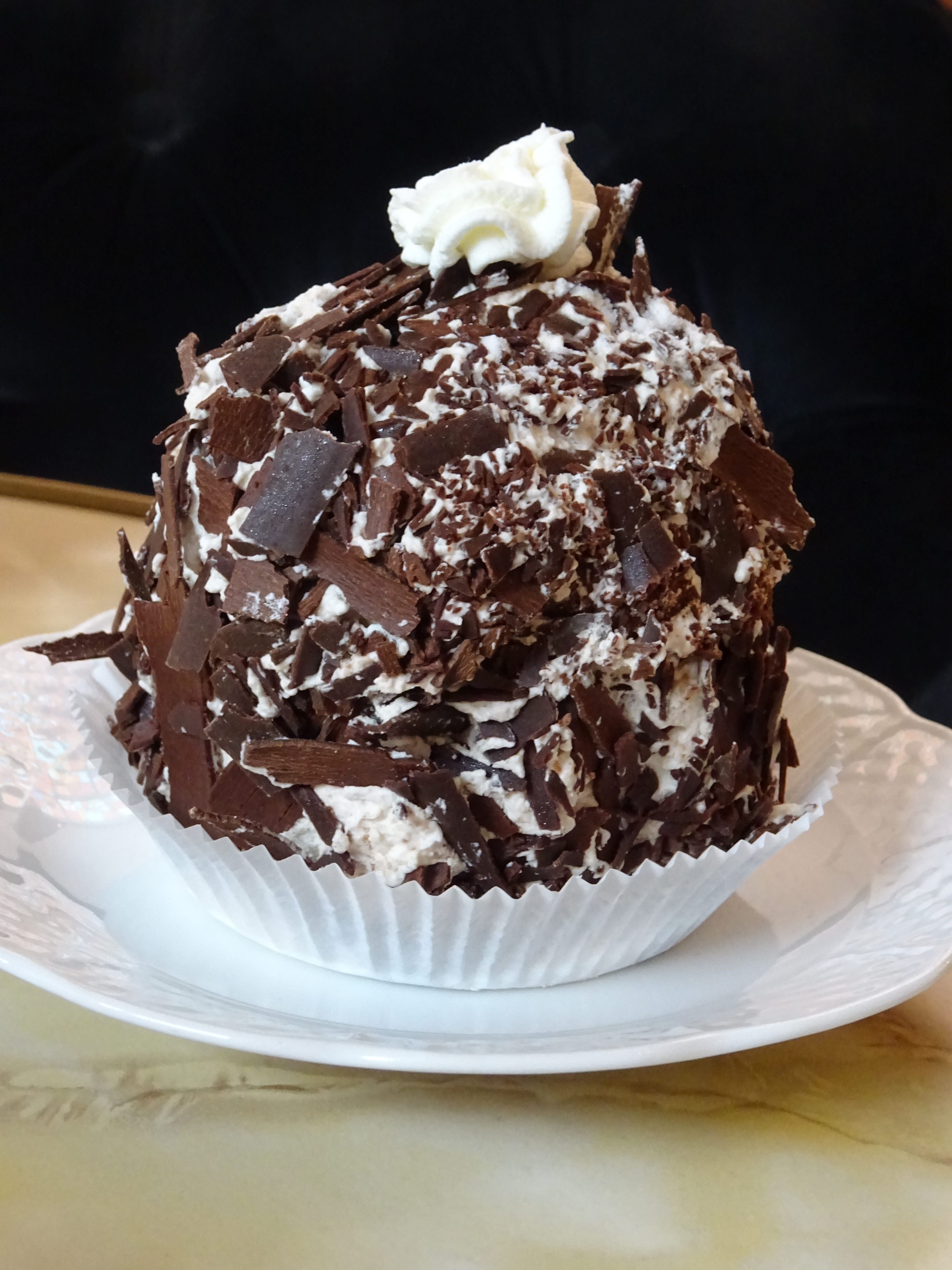
Le Merveilleux

Merveilleux (nieoficjalnie „cudowne ciasteczko”) – francuskie lekkie ciasteczko deserowe, które składa się z dwóch krążków bezy połączonych słodką bitą śmietaną. Po wierzchu ciastko jest pokryte bitą śmietaną i obficie posypane posypką, np. wiórkami czekolady. Ciastko spotykane jest w trzech rozmiarach: małym, dużym oraz torciku dla 4 osób.

## Charakterystyka
Dostępnych jest 6 wersji smakowych ciastka Merveilleux:
- Le Merveilleux: beza, bita śmietana o smaku czekoladowym, obtoczone wiórkami czekolady
- L’Incroyable: beza, bita śmietana o smaku scpeculoos, obtoczone wiórkami białej czekolady
- L’Impensable: beza, bita śmietana o smaku kawowym, obtoczone okruchami skrystalizowanej bezy
- Le Sans-Culotte: beza, bita śmietana o smaku karmelowym, obtoczone okruchami skrystalizowanej bezy
- Le Magnifique: beza, bita śmietana o smaku pralinek, obtoczone małymi kawałkami migdałów i karmelizowanych orzechów laskowych
- L’Excentrique: beza, bita śmietana o smaku czereśniowym, obtoczone różowymi okruchami skrystalizowanej bezy.

Ciastko najlepiej zjeść w ciągu 30 minut od zakupu.

## Historia

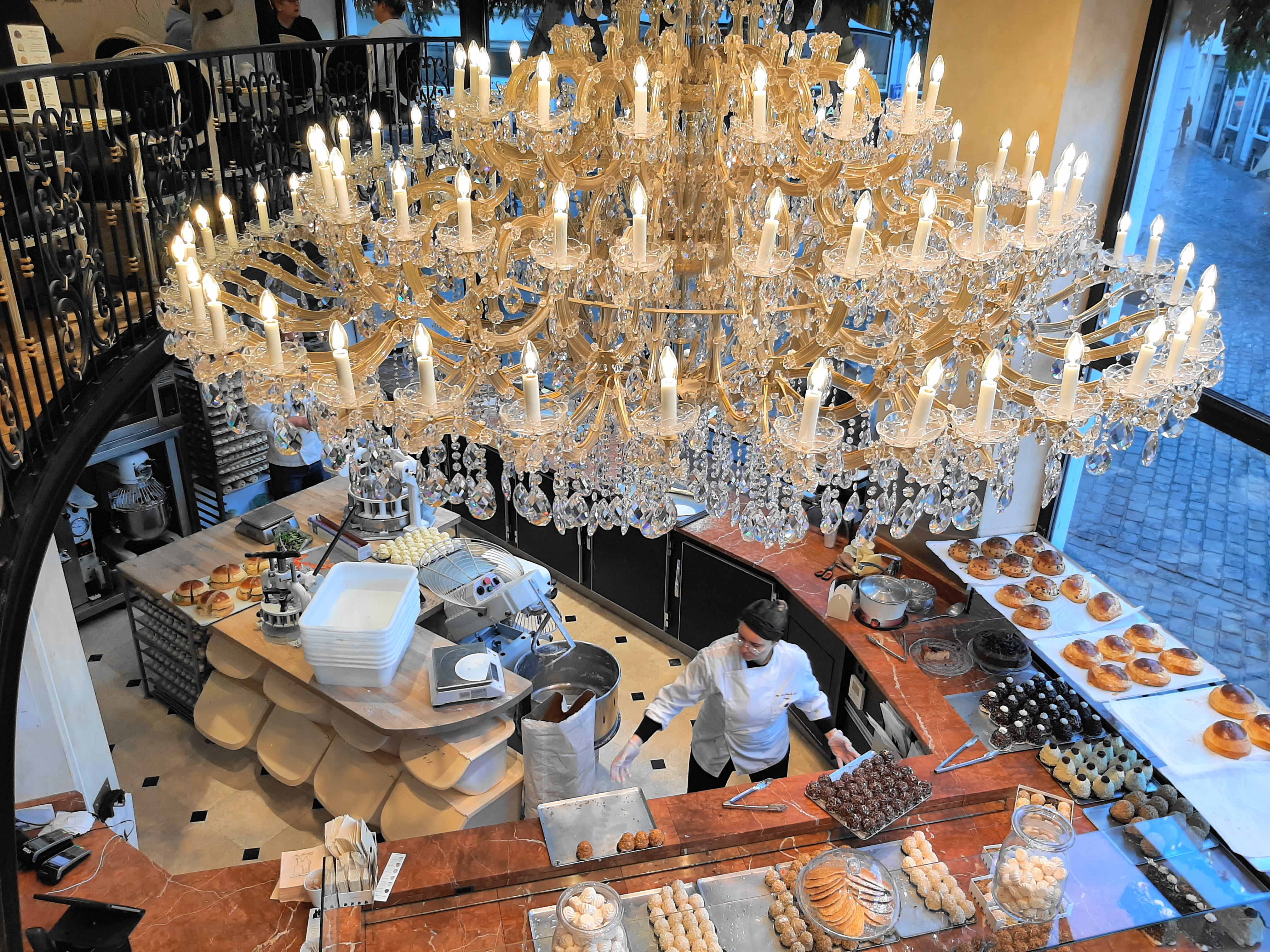
Sklep cukierniczy Aux Merveilleux de Fred

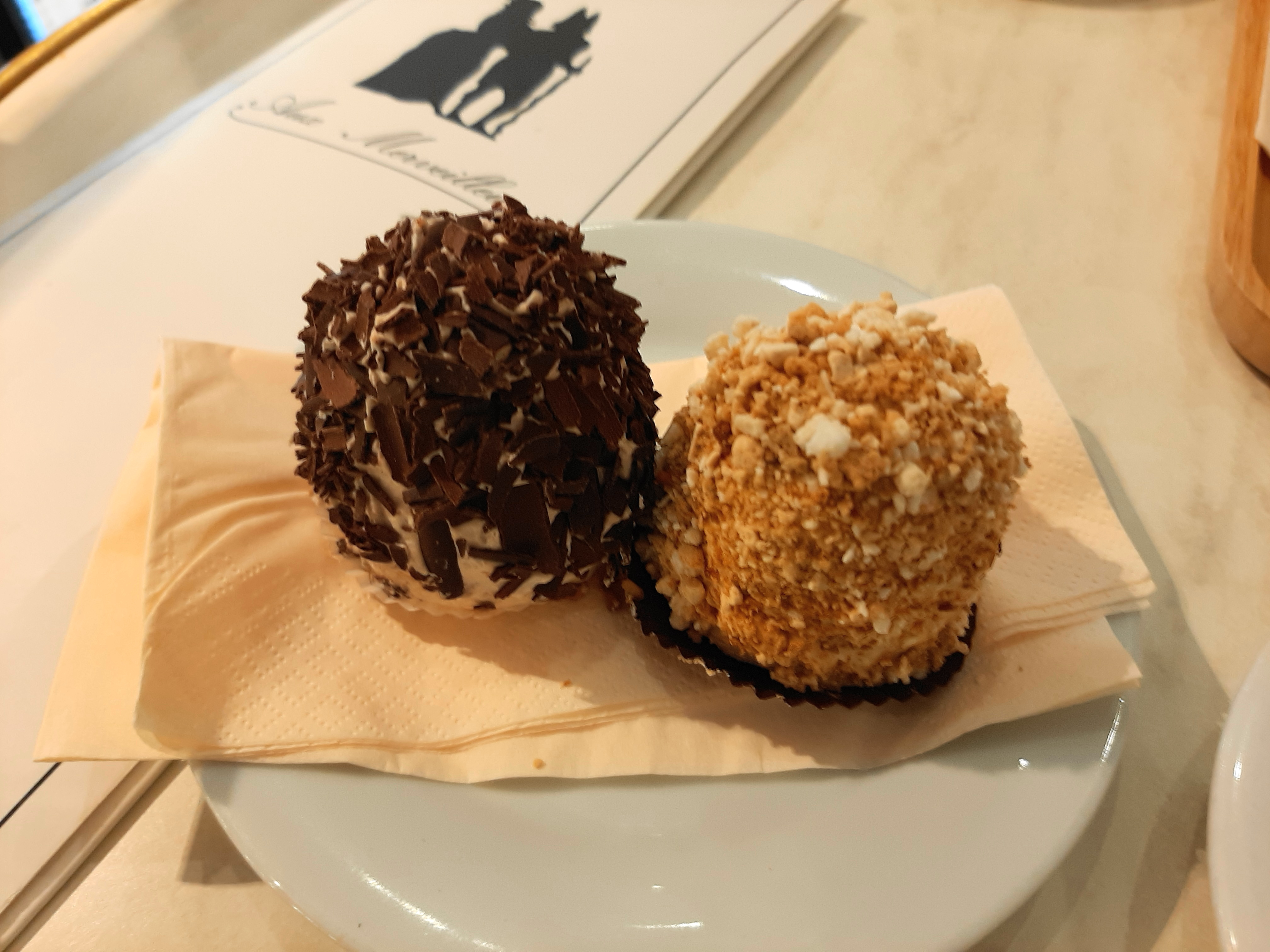
Małe Merveilleux

W 1982 roku cukiernik z Lille Frédéric Vaucamps opracował własną wersję dawnego klasycznego ciastka deserowego złożonego z bezy i kremu, znacznie lżejszą od swojego poprzednika i dostępną w licznych wariantach smakowych. Swój pierwszy sklep cukierniczy otworzył w 1997 roku w Lille.
Sklepy cukiernicze Frédérica Vaucampsa noszą nazwę Aux Merveilleux de Fred i nastawione są przede wszystkim na produkcję tego jednego rodzaju ciastka.
Ciastka merveilleux i inne wyroby cukiernicze (tj. brioche w wersji naturalnej, z rodzynkami, cukrem lub czekoladą oraz nadziewane wafle) są robione ręcznie tradycyjnymi metodami i pieczone przez cały dzień na miejscu. Bez względu na miejsce zakupu, wszędzie smakują identycznie.
Niezależnie od lokalizacji wszystkie cukiernie mają podobny wystrój, który obejmuje olbrzymi kryształowy żyrandol, jasnobeżową marmurową podłogę z czarnymi wstawkami pomiędzy płytami, blaty z czerwonego hiszpańskiego marmuru Rojo Alicante, na ścianach murale i freski zainspirowane XVIII-wieczną sztuką oraz otwartą kuchnię, co pozwala klientom i przechodniom na przyglądanie się pracy cukierników. Wnętrze dekorują też pozłacane lustra i ramy.
Od 2003 roku na terenie całej Francji można znaleźć cukiernie Aux Merveilleux de Fred, natomiast od 2009 roku także w wielu dużych miastach na całym świecie, np. w Londynie, Berlinie, Brukseli, Genewie, Nowym Jorku, Pradze i Tokyo. Na rynku amerykańskim ciastko jest obecne dopiero od kilku lat, lecz staje się coraz bardziej popularne.

## Nazwa

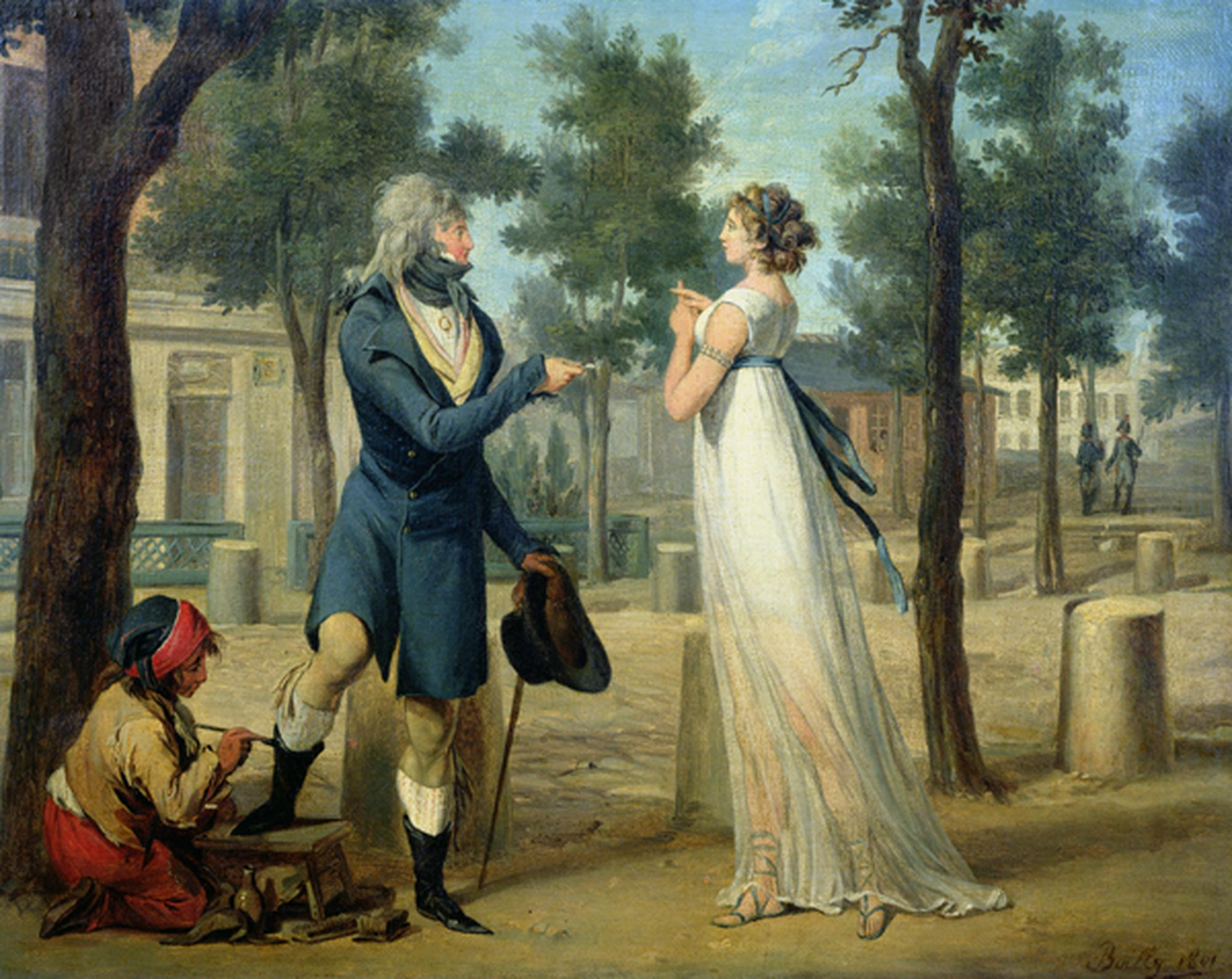
Incroyable i Merveilleuse w Paryżu w 1797 roku na obrazie Boilly’ego z 1801 roku

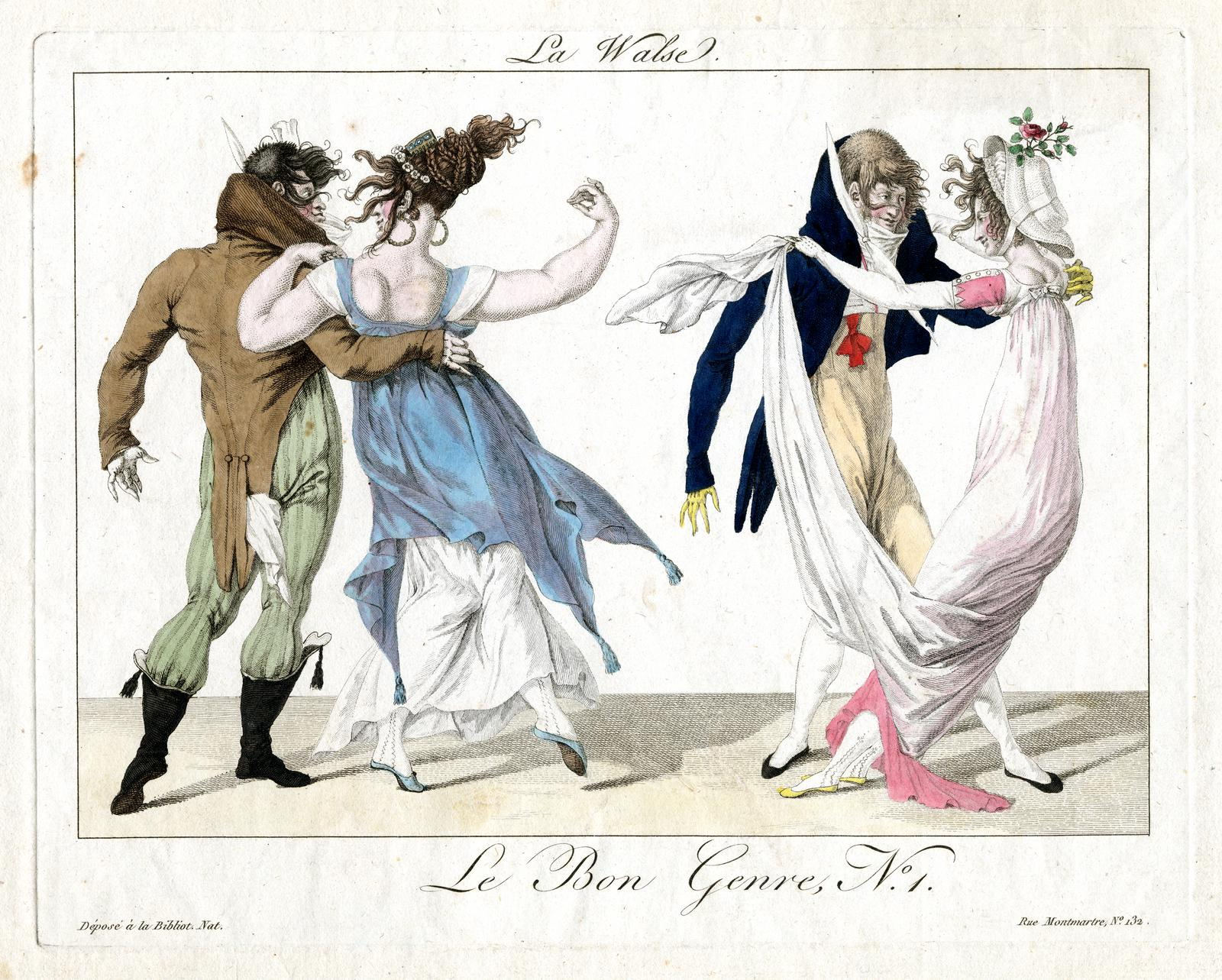
Pary Incroyables i Merveilleuses tańczące walca, 1800 rok

Nazwa ciastka Merveilleux (fr. niezwykły, cudny, zachwycający, wspaniały) nawiązuje do francuskiej subkultury arystokratycznej końca XVIII wieku nazywanej Incroyables i Merveilleuses, która charakteryzowała się korzystaniem z życiowych przyjemności i frywolnym stylem ubioru. Kobiety hołdujące temu stylowi życia nazywały się Les Merveilleuses (dosłownie: wspaniałe, cudowne), zaś mężczyźni byli nazywani Les Incroyables (dosłownie: niewiarygodni).
Ekstrawagancko ubrani młodzi mężczyźni Incroyables nosili fraki o przedłużonych połach z szerokimi klapami, pasiastą kamizelkę z szalowym kołnierzem, długie spodnie wpuszczone w cholewy butów lub krótkie spodnie do płytkich pantofli. Szyję owijali chustkami, a na głowie mieli kapelusz w kształcie przygniecionego piroga. Ich rekwizytami były zegarek, wiszące breloki i laska.
Elegantki Merveilleuses przesadnie naśladowały antyczny styl ubioru. Ich suknie o wysokim stanie były wykonane z lekkiej, przezroczystej tkaniny. Głowę zdobił duży kapelusz z podniesionym z przodu rondem. Na palcach u nóg miały pierścionki i nosiły sandały, szokując swoim negliżem.
Incroyables i Merveilleuses spotykali się w paryskich salonach i dyskutowali na tematy polityczne i gospodarcze, lecz ich wiodącym celem było „pokazywanie się i bycie widzianym w wytwornym towarzystwie”, picie herbaty i delektowanie się ciastkami.
Tak opisał mężczyzn Incroyables i kobiety Merveilleuses francuski powieściopisarz Louis-Sébastien Mercier za swojego życia w 1797 roku:

Czy w przyszłości ktoś da wiarę, że ludzie, których krewni zginęli na szafocie, ustanowili nie dni wspólnego i pełnego powagi umartwiania się […], lecz dni taneczne, kiedy to tańczyli, pili i jedli do upadłego?